# زهرا خانم

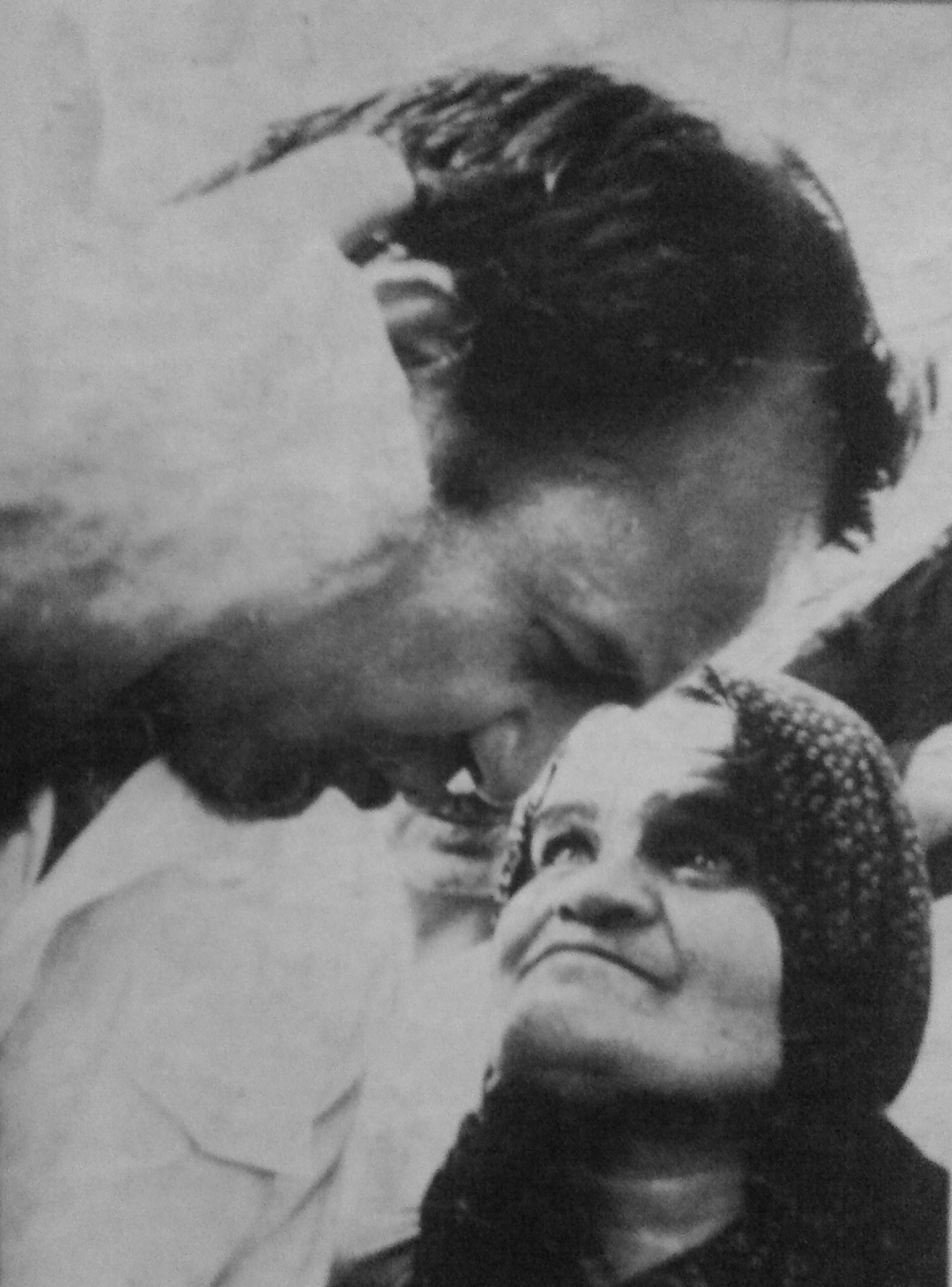
زهرا یعقوبی در گفتگو با صادق قطب‌زاده عکاس: کاوه گلستان از مراسم جانباختگان قیام ۳۰ تیر ۱۳۳۱ در سال ۱۳۵۸

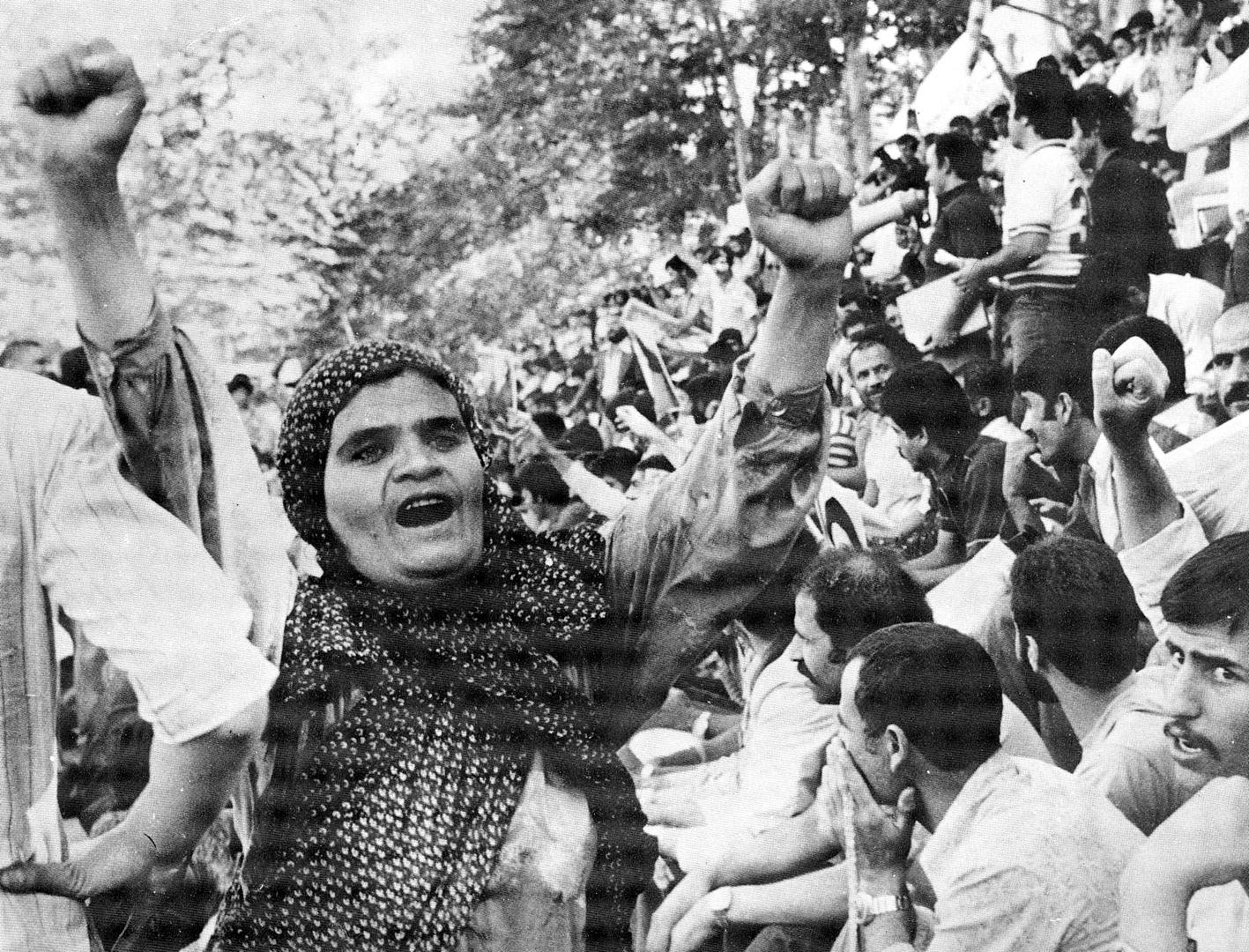
زهرا خانم در حال شعار دادن

زهرا یعقوبی مشهور به زهرا خانم  (زاده ۱۳۲۱ در ملایر)، یکی از طرفداران سید روح‌الله خمینی بود که در اوایل انقلاب ۱۳۵۷ ایران با حدود ۲۰۰–۳۰۰ از  پیروانش به دفاتر روزنامه‌ها و مجلات منتقد، اجتماعات و تظاهرات جریان‌های سیاسی چپ و ملی و میانه‌رو حمله می‌کرد.
به گفته مسعود بهنود در فضای سیاسی وقت ایران «به شوخی و خنده تأثیرگذار شده بود». زهرا یعقوبی به ادعای مسعود بهنود «بی‌سواد» و تا پیش از انقلاب ۱۳۵۷ «شاه‌دوست» بود و در محل زندگی‌اش جشن تولد شاه را در چهارم آبان چراغان می‌کرد. اما وقتی سید روح‌الله خمینی علیه محمدرضا پهلوی فتوا داد «لامپ‌ها را شکست و چادر به کمر بست».
زهرا خانم نخستین کسی بود که شعار «یا روسری یا توسری» سر داد. گفته می‌شود که شعار «خمینی عزیزم بگو تا خون بریزم»، شعار محبوب او بود.
زهرا یعقوبی خدمتکار روزمزد دانشگاه تهران و ساکن محله مهرآباد جنوبی در تهران بود.
با آغاز جنگ ایران و عراق، زهرا یعقوبی دیگر به خیابان برنگشت.

## در فرهنگ عامه
- در فیلم مستند  تازه نفس‌ها  به کارگردانی :کیانوش عیاری (۱۳۵۸) تصاویری از "زهرا خانم" (در حال سخنرانی در مقابل دانشگاه تهران) نمایش داده می‌شود.
- در فیلم نیمه پنهان به کارگردانی :تهمینه میلانی به «زهرا خانم» (با بازی مرجان صفابخش) اشاره می‌شود.[۶]
- در مستند تلویزیونی فرزند انقلاب؛ روایت زندگی صادق قطب‌زاده به «زهرا خانم» اشاره می‌شود.[۷]